# Exil des protestants de Salzbourg (1731-1732)
Au XVIIIe siècle, les protestants de Salzbourg sont expulsés par les princes-évêques. Environ 17 000 personnes sont concernées. Une partie des protestants de Salzbourg ont trouvé refuge en Lituanie prussienne. Les autres se sont réinstallés dans d'autres États européens, ainsi que dans des colonies britanniques d'Amérique, notamment en Géorgie. 
L'expulsion des protestants de Salzbourg a marqué les esprits dans les États protestants d'Europe. Au moins trois cents livres et brochures évoquant les événements de 1732-1733 et célébrant la foi et la persévérance des Salzbourgeois sont publiés. Le poète Goethe notamment adapte une histoire de la migration de Salzbourg au contexte contemporain de la Révolution française dans son œuvre Hermann et Dorothée.

## Contexte
La principauté de Salzbourg est un état du Saint-Empire romain germanique. La religion officielle est le catholicisme et l'État est dirigé par un prince-évêque. Cependant, les idées luthériennes se diffusent à Salzbourg, principalement dans les régions montagneuses des Alpes orientales.  

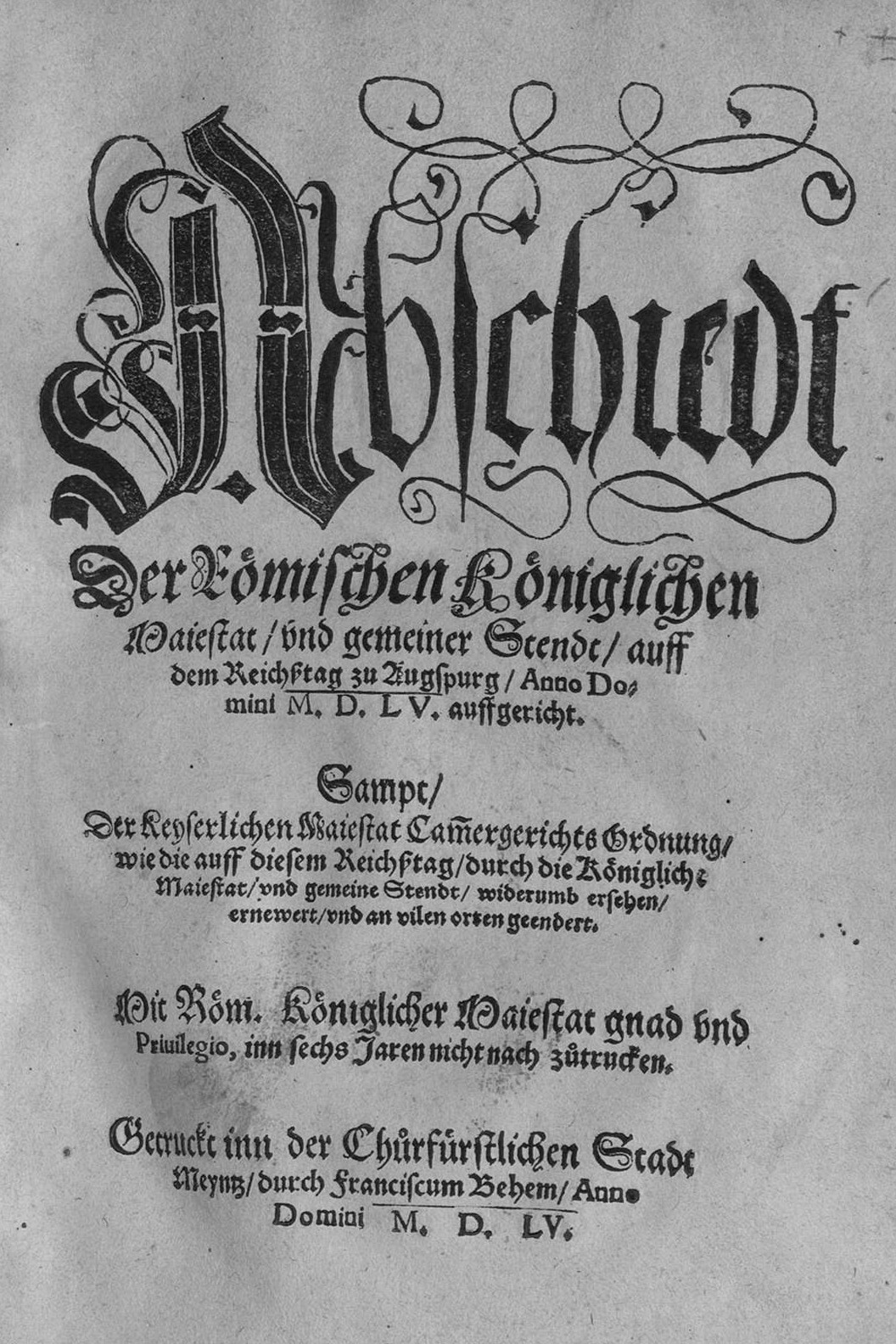
Paix d'Augsbourg

Aux termes de la paix d'Augsbourg de 1555 signée par l'empereur Charles Quint, le souverain de chaque État pouvait déterminer quelle religion pouvait être pratiquée publiquement sur son territoire. 
Les mobiles qui ont conduit Leopold Anton von Firmian à bannir les protestants sont largement d'origine confessionnelle. L'intervention de Frédéric de Prusse présente quant à elle des motifs religieux compassionnels mais bordés par des exigences théologiques strictes (les futurs réfugiés sont ainsi soumis à une vérification théologique de leur foi protestante), mais également politiques, notamment l'affirmation de sa place de leader au sein du Corpus Evangelicorum, tout en proposant aux exilés salzbourgeois de s'installer en bordure orientale de la Prusse, à la frontière lituanienne.

### Préliminaires
Dans l’archevêché princier de Salzbourg, la Réforme avait fait de nombreux adeptes dès les années 1520. L’archevêque Matthäus Lang von Wellenburg (1519-1540) interdit le protestantisme et considéra ses adeptes comme des criminels. Les archevêques Michael von Künburg, Johann Jakob von Kuen-Belasy, Georg von Künburg, Wolf Dietrich von Raitenau et Markus Sittich von Hohenems continuèrent les mesures contre les protestants dans le cadre de la Contre-Réforme et de la recatholicisation. En 1588, Wolf Dietrich von Raitenau les expulsa de la totalité de l’archidiocèse, mais n’y réussit vraiment que dans la ville de Salzbourg [1], où vers 1600 seuls quelques protestants vivaient encore en cachant leur foi. Les paysans de la région du Pongau et les mineurs du pays, dans les mines de sel et autres, comptaient encore de nombreux protestants qui pratiquaient leur religion en secret.
Il n’y eut pas de persécutions pendant la Guerre de Trente Ans, du fait que l’archidiocèse s’était concentré sur la politique étrangère. Entre 1684 et 1690, Maximilian Gandolph von Künburg expulsa un certain nombre de mineurs protestants de Dürrnberg et de paysans protestants du Defereggental.
Les autorités savaient bien, cependant, qu’il existait toujours des protestants qui dissimulaient leur foi. De nouveaux décrets ne cessèrent d’être pris contre eux, par exemple par l’archevêque Franz Anton von Harrach. En 1729, souhaitant renforcer la piété catholique dans le pays, son successeur Léopold Anton von Firmian, sur les conseils de son chancelier Hieronimus Cristani, appela dans le pays des missionnaires jésuites, qui démasquèrent rapidement ceux qui restaient protestants en secret. On exigea alors de ceux qui se prétendaient catholiques qu’ils donnassent des preuves de loyauté envers l’Église romaine, tandis que ceux qui faisaient ouvertement profession de protestantisme furent immédiatement expulsés, en violation des dispositions des Traités de Westphalie. Les protestants se tournèrent alors vers le Corpus Evangelicorum avec une pétition dans laquelle ils faisaient ouvertement profession de protestantisme et, avec l’aide du Corpus, voulaient être reconnus dans leur pays et avoir la possibilité d’avoir leurs propres prédicateurs protestants ou du moins d’émigrer sans entraves. L’autorité Salzbourgeoise, qui n’avait aucune envie de les reconnaître, décida d’expulser le plus rapidement possible les protestants de son territoire pour empêcher leur expansion et pour cela fit venir six mille soldats de l’empereur. Les protestants de Salzbourg convinrent de ce qu’ils feraient au cours de plusieurs réunions et, le 5 août 1731, les protestants salzbourgeois  prêtèrent à Schwarzach le serment d’allégeance.

## Expulsion définitive en 1731
Les premiers interrogatoires religieux sont conduits par les autorités catholiques salzbourgeoises en 1727-1730, puis une seconde série a lieu en 1731. En 1731, une délégation salzbourgeoise sollicite une aide du Corpus Evangelicorum. Cette demande d'assistance et l'envoi d'émissaires ont sans doute été précédés par des rassemblements locaux non autorisés, et indiquent que les Salzbourgeois espéraient qu'en cas d'affrontement armé avec Leopold Anton von Firmian, ils bénéficieraient d'un appui des princes protestants de l'Empire, et notamment de la Suisse.
En 1731, le prince-archevêque Leopold Anton von Firmian (en) ordonne une nouvelle expulsion, qui cette fois, concerne tous les protestants de Salzbourg. L'édit d'expulsion est publié le 31 octobre 1731. Les protestants doivent quitter Salzbourg dans les huit jours, laissant derrière eux les enfants âgés de moins de 12 ans. Sous la pression des princes protestants de l'Empire, l'archevêque modifia l'ordre afin de permettre aux familles de rester jusqu'au 23 avril 1732 et de conserver leurs biens pendant trois ans. 
Avant la publication de l'arrêté d'expulsion, plusieurs délégations cherchent de l'aide auprès des princes protestants de l'Empire. Ainsi, en août 1731, une délégation se rend à Ratisbonne pour demander l'aide du Corpus Evangelicorum de la Diète impériale. Une autre délégation arrive à Berlin en novembre 1731, où elle est interrogée par les autorités prussiennes sur des questions de doctrine religieuse. Le gouvernement prussien déclare que les Salzbourgeois sont d'authentiques luthériens et peuvent jouir de la protection de la paix d'Augsbourg. 

### Émigration en Prusse
Le roi Frédéric-Guillaume Ier de Prusse propose aux Salzbourgeois  de se réinstaller en Prusse-Orientale. Le 2 février 1732, le roi délivre un brevet d'invitation, déclarant que les protestants de Salzbourg sont des sujets prussiens voyageant sous sa protection. Des commissaires prussiens sont envoyés à Salzbourg pour organiser le transfert. À leur arrivée en Prusse, les Salzbourgeois pourront bénéficier de terres, de fournitures et d'une période d'exonération fiscale, comme le prévoyait la proclamation de colonisation de 1724. Au total, plus de 17 000 protestants quittent Salzbourg durant les années 1731-1732. 
L'empereur Charles VI, qui avait besoin du soutien des États protestants pour assurer la succession d'Autriche, écrit une lettre personnelle à von Firmian, lui demandant de se conformer à la paix d'Augsbourg en permettant aux protestants de partir dans des conditions raisonnables et même de rester pendant trois ans s'ils le souhaitaient. Des pressions diplomatiques sont également exercées sur l'empereur des Habsbourg par les Provinces-Unies et l'Angleterre. 

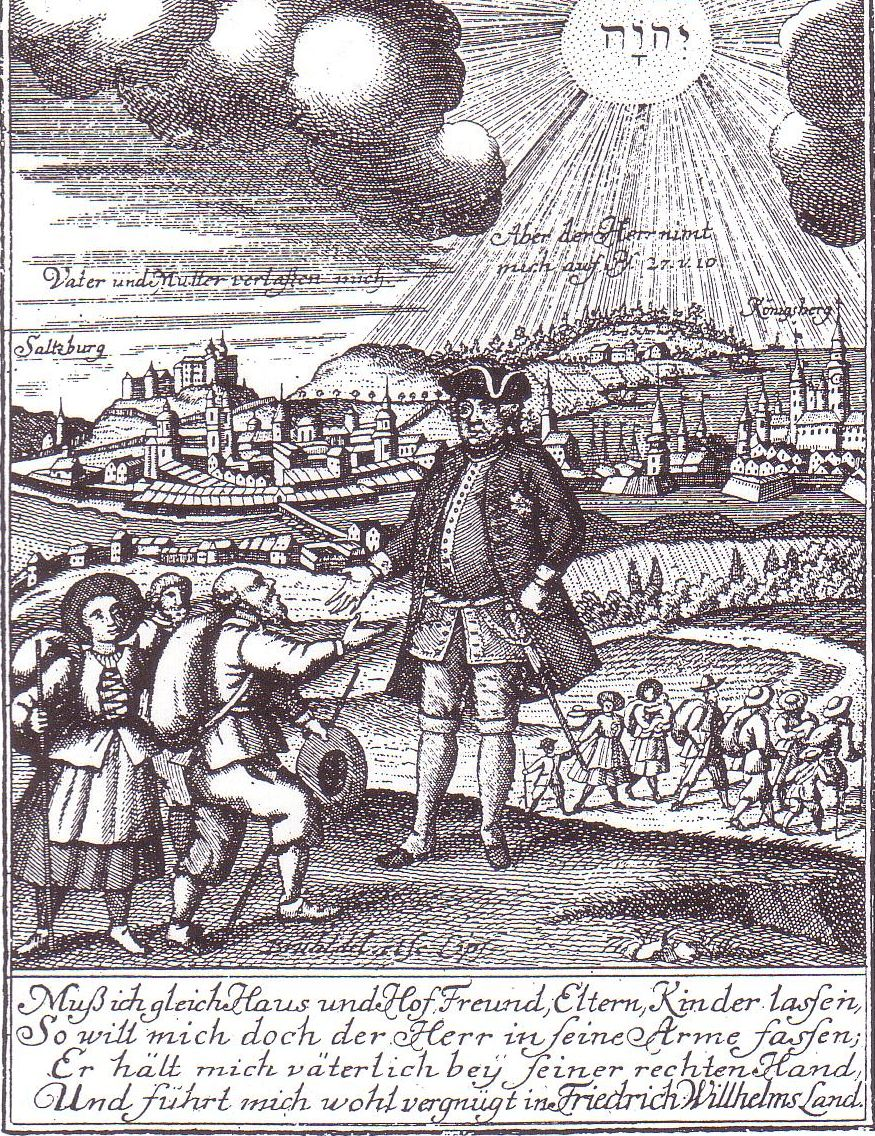
Frédéric-Guillaume Ier accueille les Salzbourgeois en Prusse.

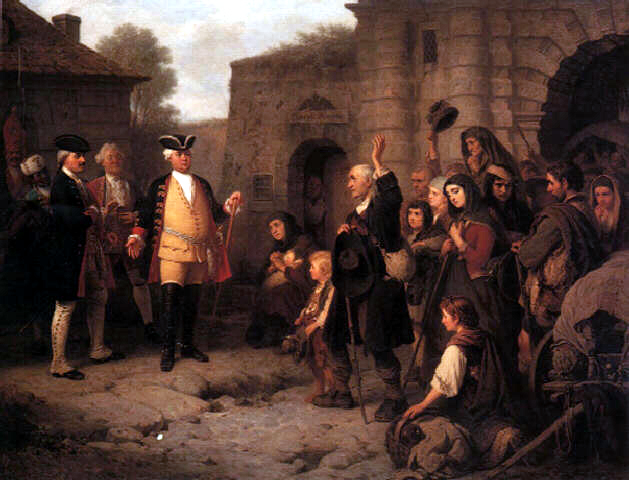
Frédéric-Guillaume Ier accueillant des réfugiés de Salzbourg à Berlin.

Les premiers protestants de Salzbourg atteignent Königsberg le 28 mai 1732. Environ 16 000 à 17 000 d'entre eux arrivent en Prusse orientale, où ils s'installent dans la région de la Petite Lituanie, principalement dans la région de Gumbinnen. Le roi Frédéric-Guillaume Ier en personne accueille le premier groupe d'immigrants et chante des cantiques protestants avec eux.

### Émigration en Amérique
D'autres émigrés trouvent refuge dans des territoires gouvernés par le roi d'Angleterre George II. Outre l'électorat de Hanovre, ils sont accueillis dans la colonie britannique de Géorgie où, à l'instigation du théologien d'Augsbourg Samuel Urlsperger (en), plusieurs émigrants de Salzbourg dirigés par Johann Martin Boltzius fondent la ville d'Ebenezer (en), dans l'actuel comté d'Effingham,, Environ 800 Salzbourgeois, principalement des mineurs de Dürrnberg, ont quant à eux émigré dans les Provinces-Unies où certains se sont installés autour de Cadzand. 

### Une mémoire des événements: la société savante et le musée de Géorgie
Une société savante, la Georgia Salzburger Society (en), est établie en 1925 à Ebenezer en Géorgie, et elle tient un musée. Il s'agit de l'une des plus anciennes sociétés consacrées à l'histoire de l'immigration allemande aux États-Unis.